# Jim McDonagh
Seamus Martin ("Jim") McDonagh (Rotherham, 6 oktober 1952) is een voormalig profvoetballer uit Ierland, die onder meer uitkwam voor Bolton Wanderers (1976–1980 en 1981–1983). Hij beëindigde zijn actieve loopbaan in 1991 bij Grantham Town.

## Interlandcarrière
McDonagh kwam in totaal 25 keer uit voor de nationale ploeg van Ierland in de periode 1981–1985. Onder leiding van bondscoach Eoin Hand maakte hij zijn debuut op 24 februari 1981 in de vriendschappelijke wedstrijd tegen Wales (1-3) in Dublin, net als Eamon O'Keefe (Everton FC).